# Хајланд Хајтс (Кентаки)
Хајланд Хајтс (енгл. Highland Heights) град је у америчкој савезној држави Кентаки.

## Демографија
По попису из 2010. године број становника је 6.923, што је 369 (5,6%) становника више него 2000. године.
| Група             | 2000.         | 2010.         |
| Белци             | 6.229 (95,0%) | 6.246 (90,2%) |
| Афроамериканци    | 139 (2,1%)    | 347 (5,0%)    |
| Азијати           | 81 (1,2%)     | 135 (2,0%)    |
| Хиспаноамериканци | 47 (0,7%)     | 74 (1,1%)     |
| Укупно            | 6.554         | 6.923         |